# Test objectif (psychologie)
Pour les articles homonymes, voir Test objectif.
 (juin 2022).
La mise en forme du texte ne suit pas les recommandations de Wikipédia : il faut le « wikifier ».
Les points d'amélioration suivants sont les cas les plus fréquents. Le détail des points à revoir est peut-être précisé sur la page de discussion.
- Les titres sont pré-formatés par le logiciel. Ils ne sont ni en capitales, ni en gras.
- Le texte ne doit pas être écrit en capitales (les noms de famille non plus), ni en gras, ni en italique, ni en « petit »…
- Le gras n'est utilisé que pour surligner le titre de l'article dans l'introduction, une seule fois.
- L'italique est rarement utilisé : mots en langue étrangère, titres d'œuvres, noms de bateaux, etc.
- Les citations ne sont pas en italique mais en corps de texte normal. Elles sont entourées par des guillemets français : « et ».
- Les listes à puces sont à éviter, des paragraphes rédigés étant largement préférés. Les tableaux sont à réserver à la présentation de données structurées (résultats, etc.).
- Les appels de note de bas de page (petits chiffres en exposant, introduits par l'outil «  Source ») sont à placer entre la fin de phrase et le point final[comme ça].
- Les liens internes (vers d'autres articles de Wikipédia) sont à choisir avec parcimonie. Créez des liens vers des articles approfondissant le sujet. Les termes génériques sans rapport avec le sujet sont à éviter, ainsi que les répétitions de liens vers un même terme.
- Les liens externes sont à placer uniquement dans une section « Liens externes », à la fin de l'article. Ces liens sont à choisir avec parcimonie suivant les règles définies. Si un lien sert de source à l'article, son insertion dans le texte est à faire par les notes de bas de page.
- La présentation des références doit suivre les conventions bibliographiques. Il est recommandé d'utiliser les modèles {{Ouvrage}}, {{Chapitre}}, {{Article}}, {{Lien web}} et/ou {{Bibliographie}}. Le mode d'édition visuel peut mettre en forme automatiquement les références.
- Insérer une infobox (cadre d'informations à droite) n'est pas obligatoire pour parachever la mise en page.

Pour une aide détaillée, merci de consulter Aide:Wikification.
Si vous pensez que ces points ont été résolus, vous pouvez retirer ce bandeau et améliorer la mise en forme d'un autre article.
En psychologie, les tests objectifs sont des mesures dans lesquelles les réponses maximisent l'objectivité, dans le but d'avoir des réponses  structurées de telle sorte que les candidats n'ont qu'un ensemble limité d'options (par exemple, l'échelle de Likert, vrai ou faux). Structurer une mesure de cette manière vise à minimiser la subjectivité ou la partialité de la personne qui administre la mesure, afin que l'administration et l'interprétation des résultats ne reposent pas sur le jugement de l'examinateur.
Bien que le terme « test objectif » englobe un large éventail de tests avec lesquels la plupart des gens sont quelque peu familiers (c'est-à-dire Wechsler Adult Intelligence Scale, Minnesota Multiphasic Personality Inventory, Graduate Record Examination et test standardisé), c'est un terme qui est né du domaine de l'évaluation de la personnalité, en réponse et en contraste avec la popularité croissante des tests connus sous le nom de tests projectifs. Ces « tests projectifs » exigent que les candidats génèrent des réponses non structurées à des tâches ou activités ambiguës, dont le contenu est supposé représenter leurs caractéristiques personnelles (par exemple, attitudes internes, traits de personnalité).
Cependant, la distinction entre les tests objectifs et projectifs est trompeuse, car elle implique que les tests objectifs ne sont pas soumis à l'influence d'un biais,. Bien que le style de réponse fixe des tests objectifs ne nécessite pas d'interprétation de la part de l'examinateur lors de l'administration et de la notation de la mesure, les réponses aux questions sont soumises au style de réponse et aux biais du candidat, à peu près de la même manière qu'ils le sont pour les tests projectifs. Par conséquent, les deux « types » de test sont vulnérables aux facteurs subjectifs qui peuvent affecter les scores. De plus, comprendre et donner un sens aux résultats de toute évaluation, qu'ils soient projectifs ou objectifs, se fait dans le contexte de l'histoire personnelle d'un candidat, de ses préoccupations et de la myriade de facteurs qui peuvent affecter les scores du candidat à l'évaluation. Ainsi, les tests objectifs et projectifs comportent des sources potentielles de biais et nécessitent un jugement dans l'interprétation à des degrés divers. Plutôt que de catégoriser les tests sur la base de caractéristiques de test évidentes mais superficielles, les mérites individuels d'une utilisation spécifique des scores d'un test devraient être évalués.